# 791-й истребительный авиационный полк
791-й истребительный авиационный полк (791-й иап) — воинская часть Военно-воздушных сил (ВВС) Вооружённых Сил РККА, принимавшая участие в боевых действиях Великой Отечественной войны.

## Наименования полка
За весь период своего существования полк своё наименование не менял — 791-й истребительный авиационный полк.

## История полка
791-й истребительный авиационный полк сформирован в Закавказском военном округе 8 марта 1942 года на аэродроме города Ленинакан Армянской ССР по штату 015/174 на самолётах ЛаГГ-3.
В мае полк перебазирован в состав ВВС Юго-Западного фронта и 15 мая передан в состав 220-й истребительной авиационной дивизии ВВС Юго-Западного фронта. 15 мая полк вступил в боевые действия против фашистской Германии и её союзников на самолётах ЛаГГ-3. Первая известная воздушная победа полка в Отечественной войне одержана 15 мая 1942 года: капитан Мирошниченко М. И. в воздушном бою в районе Харькова сбил немецкий истребитель Ме-109 (Messerschmitt Bf.109).
Спешно сформированная 220-я иад на участке боевых действий 28-й армии выставила 791-й иап. Полк прикрывал боевые порядки войск 28-й армии Юго-Западного фронта от налётов немецких бомбардировщиков. Результаты первых боевых вылетов полка: 5 ЛаГГ-3 не вернулись на свой аэродром. После четырёх дней интенсивных боёв, 21 мая, полк прекратил существование, передав оставшуюся исправной матчасть 792-му полку.
Полк выведен 21 мая в резерв ВВС Юго-Западного фронта. Часть личного состава 28 мая 1942 года передана в 792-й истребительный авиационный полк. 1 июня полк убыл в тыл на доукомплектование во 2-й запасной истребительный авиационный полк Московского военного округа на ст. Сейма Горьковской области. 25 августа 791-й истребительный авиационный полк расформирован.
В составе действующей армии полк находился с 15 мая по 1 июня 1942 года.

## Командиры полка
- майор Солдатенко Игнатий Семёнович[1].

## В составе соединений и объединений
| Период        | Фронт (округ)              | армия      | дивизия                                      | примечание                        |
| ------------- | -------------------------- | ---------- | -------------------------------------------- | --------------------------------- |
| 08.03.1942 г. | Закавказский военный округ | ВВС округа |                                              | Ленинакан, Армянская ССР, ЛаГГ-3  |
| 15.05.1942 г. | Юго-Западный фронт         | ВВС фронта | 220-я истребительная авиационная дивизия     | ЛаГГ-3                            |
| 21.05.1942 г. | Юго-Западный фронт         | ВВС фронта |                                              |                                   |
| 01.06.1942 г. | Московский военный округ   | ВВС округа | 2-й запасной истребительный авиационный полк | станция Сейма Горьковской области |
| 25.08.1942 г. | Московский военный округ   | ВВС округа | 2-й запасной истребительный авиационный полк | станция Сейма Горьковской области |

## Участие в операциях и битвах
- Харьковская операция — с 15 мая по 25 мая 1942 года

## Лётчики-асы полка
| Фамилия, имя отчество     | Награды | Сбито самолётов (+ в группе) | Примечание                                                                                      |
| ------------------------- | ------- | ---------------------------- | ----------------------------------------------------------------------------------------------- |
| Снигирев Фёдор Алексеевич |         | 13 + 3                       | Лётчик полка: май — июль 1942. Боевых вылетов: 192; воздушных боёв: 20. Умер 9 сентября 1968 г. |
| Сошенко Пётр Сергеевич    |         | 10 + 1                       | Лётчик полка: май — июнь 1942. Погиб 10 февраля 1945 г. Разбился в авиационной катастрофе       |

## Итоги боевой деятельности полка
Всего за годы Великой Отечественной войны полком:
| Выполнено боевых вылетов | Проведено воздушных боёв | Сбито самолётов противника |
| ------------------------ | ------------------------ | -------------------------- |
| 67                       | 8                        | 13                         |

Свои потери:
| Потеряно самолётов, всего | Погибло лётчиков всего |
| ------------------------- | ---------------------- |
| 11                        | 4                      |

## Самолёты на вооружении
| Период | Самолёты | Фото |
| ------ | -------- | ---- |
| 1942   | ЛаГГ-3   |      |